# La Chapelle-près-Sées
La Chapelle-près-Sées ist eine französische Gemeinde mit 488 Einwohnern (Stand 1. Januar 2022) im Département Orne in der Region Normandie; sie gehört zum Arrondissement Alençon und zum Kanton Sées. 

## Lage
Die Gemeinde liegt im Regionalen Naturpark Normandie-Maine. Das Gemeindegebiet wird vom Fluss Vandre durchquert.

## Bevölkerungsentwicklung
- 1962: 203
- 1968: 178
- 1975: 186
- 1982: 199
- 1990: 342
- 1999: 355
- 2007: 379